# Markus Winkelhock
Markus Winkelhock, född 13 juni 1980 i Stuttgart, är en tysk professionell racerförare och fabriksförare för Audi Sport.
Han är son till racerföraren Manfred Winkelhock.

## Racingkarriär
Markus Winkelhock var testförare för formel 1-stallet Midland F1 Racing 2006 och för Spyker 2007. Han debuterade dock som förare i Europas Grand Prix 2007 på Nürburgring den 22 juli. Han ledde loppet under fem varv i regnkaoset innan han tappade placeringar och tvingades bryta. 
Winkelhock blev sedan DTM-förare i Audi och hade vissa framgångar under sin debutsäsong 2008.
Han är en trefaldig vinnare (2012, 2014 och 2017) av ADAC Zurich Nürburgring 24-timmars. Senaste segern kom 2017 i en Audi R8 LMS GT3 med Land Motorsport efter stor dramatik. Han delade bilen och segern med Kelvin van der Linde, Christopher Mies och Connor De Phillippi.

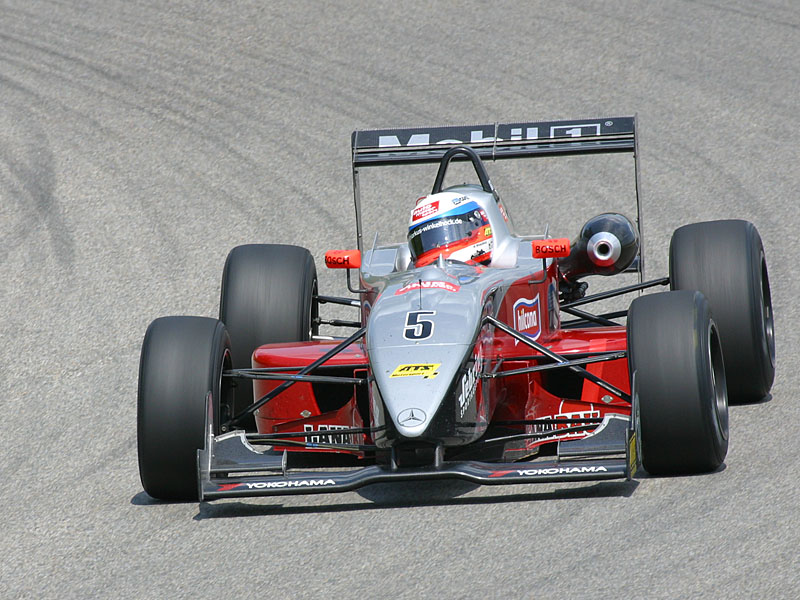
Markus Winkelhock i formel 3 2002